# Mankivka, Tulciîn
Mankivka (în ucraineană Маньківка) este un sat în comuna Mîhailivka din raionul Tulciîn, regiunea Vinnița, Ucraina.

## Demografie
Componența lingvistică a localității Mankivka
     Ucraineană (97,55%)
     Rusă (2,04%)
     Alte limbi (0,41%)
Conform recensământului din 2001, majoritatea populației localității Mankivka era vorbitoare de ucraineană (97,55%), existând în minoritate și vorbitori de rusă (2,04%).